# Castelnou (Spagna)
Castelnou è un comune spagnolo di 109 abitanti situato nella comunità autonoma dell'Aragona.